# Futsal na Igrzyskach Luzofonii 2006
Futsal na Igrzyskach Luzofonii 2006, odbył się w dniach 9-14 października 2006, w kompleksie Macau East Asian Games Dome. Odbył się tylko turniej mężczyzn. Turniej odbywał się systemem „każdy z każdym”, zwycięzca grupy otrzymał złoty medal. Zwyciężyli Brazylijczycy.

## Tabela końcowa i rezultaty meczów
| Drużyna        | Pkt | Mecze | Zwycięstwa | Remisy | Porażki | Bramki zdobyte | Bramki stracone |
| -------------- | --- | ----- | ---------- | ------ | ------- | -------------- | --------------- |
| Brazylia       | 10  | 4     | 3          | 1      | 0       | 111            | 1               |
| Portugalia     | 10  | 4     | 3          | 1      | 0       | 83             | 2               |
| Angola         | 6   | 4     | 2          | 0      | 2       | 27             | 14              |
| Makau          | 3   | 4     | 1          | 0      | 3       | 13             | 55              |
| Timor Wschodni | 0   | 4     | 0          | 0      | 4       | 7              | 169             |

| Makau          | 0–2  | Angola         |
| Portugalia     | 56–0 | Timor Wschodni |
| Brazylia       | 7–0  | Angola         |
| Makau          | 13–4 | Timor Wschodni |
| Brazylia       | 27–0 | Makau          |
| Angola         | 1–4  | Portugalia     |
| Portugalia     | 22–0 | Makau          |
| Timor Wschodni | 0–76 | Brazylia       |
| Portugalia     | 1–1  | Brazylia       |
| Timor Wschodni | 3–24 | Angola         |

### Tabela medalowa
| Poz. | Państwo    |   |   |   | Łącznie |
| ---- | ---------- | - | - | - | ------- |
| 1    | Brazylia   | 1 | 0 | 0 | 1       |
| 2    | Portugalia | 0 | 1 | 0 | 1       |
| 3    | Angola     | 0 | 0 | 1 | 1       |